# Arbeitsgericht Saarland

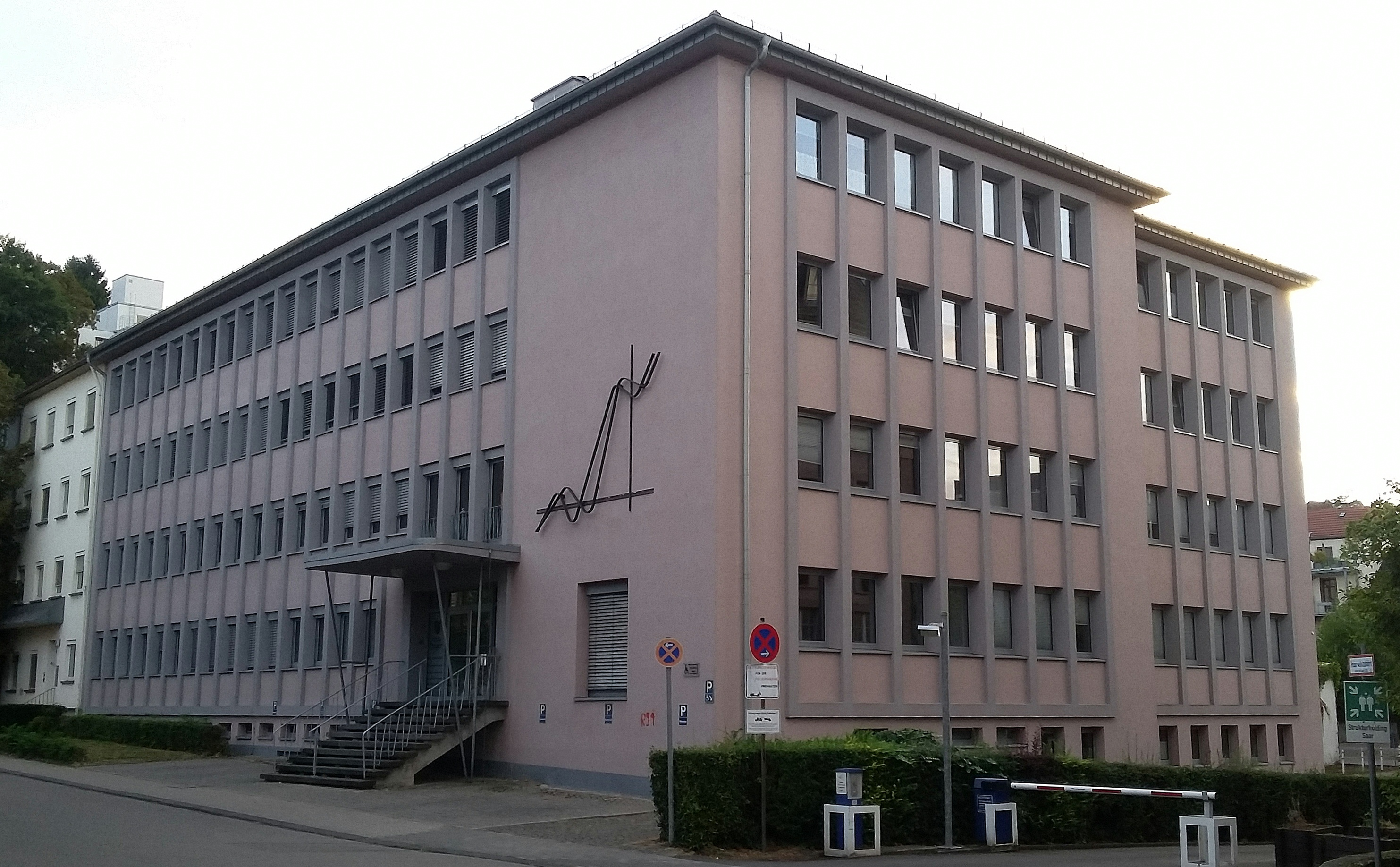
Gemeinsames Gebäude des Arbeitsgerichts Saarland, des Landesarbeitsgerichts Saarland und des Finanzgerichts des Saarlandes

Das Arbeitsgericht Saarland ist ein deutsches Gericht der Arbeitsgerichtsbarkeit und das einzige Arbeitsgericht des Saarlandes.

## Gerichtssitz und -bezirk
Das Gericht hat seinen Sitz in der Landeshauptstadt Saarbrücken.
Der Gerichtsbezirk erstreckt sich auf das Gebiet des gesamten Bundeslandes. Er umfasst damit eine Fläche von etwa 2571 km2 mit einer Einwohnerzahl von ca. 995.000 (Stand 30. September 2017).

## Gerichtsgebäude
Untergebracht ist das Gericht unter der Anschrift Hardenbergstraße 3. Im selben Gebäude befinden sich auch das Finanzgericht des Saarlandes und seit 1. April 2018 das Landesarbeitsgericht Saarland.

## Übergeordnete Gerichte
Dem Arbeitsgericht Saarland ist das Landesarbeitsgericht Saarland und im weiteren Rechtszug das Bundesarbeitsgericht übergeordnet.